# Elecciones generales de Turquía de 2011
Las Elecciones generales de Turquía se celebraron el 12 de junio de 2011 para elegir a 550 nuevos miembros de la Gran Asamblea Nacional. De acuerdo con el resultado del referéndum constitucional celebrado en 2007, la elección se celebró cuatro años después de la anterior en lugar de cinco.
El resultado fue la tercera victoria consecutiva para el Partido de la Justicia y el Desarrollo (AKP), y su líder Recep Tayyip Erdoğan resultando reelecto como primer ministro para un tercer mandato con el 49.83% de los votos y 327 diputados. Esto representó un aumento del 3,2% desde las elecciones generales de 2007 y un aumento del 11,4% desde las elecciones locales de 2009. La victoria se atribuyó a la recuperación económica sostenida después de la crisis financiera mundial de 2008, así como a la finalización de varios proyectos como: el tren de cercanías de Esmirna, las líneas ferroviarias de alta velocidad entre ciudades y los aeropuertos de Amasya, Gökçeada y Gazipaşa (Antalya).
El Partido Republicano del Pueblo (CHP) también vio un aumento en el voto popular, obteniendo el 25.98% y 135 diputados. El Partido de Acción Nacionalista (MHP) ganó 13.01% y 53 PM, lo que representa una leve pérdida de apoyo desde 2007. La elección fue la primera con el nuevo líder del CHP Kemal Kılıçdaroğlu, quien reemplazó a Deniz Baykal como líder del partido en 2010.
La elección estuvo marcada por la violencia proveniente principalmente del Partido de los Trabajadores del Kurdistán (PKK), que en  Turquía, la Unión Europea y los Estados Unidos son reconocidos como una organización terrorista.

## Sistema electoral

### Fecha
El 3 de marzo de 2011, el Parlamento aprobó una propuesta del partido gobernante para fijar el 12 de junio como la fecha de las elecciones generales. La propuesta fue presentada por el gobernante Partido de Justicia y Desarrollo (AKP) el 21 de febrero y fue aprobada por unanimidad en la Asamblea General del Parlamento. En su propuesta, el AKP señaló la conveniencia del 12 de junio como fecha de elección considerando las fechas de junio para la prueba de nivel para las escuelas secundarias (SBS) y el examen de ingreso a la universidad (LYS). Al buscar una alta participación de votantes, hasta el calor durante el verano se consideró también  durante la elección de la fecha.

### Cambios a la ley y regulaciones electorales
De conformidad con una ley aprobada por el Parlamento el año pasado que introdujo cambios en las leyes electorales de Turquía, los votantes turcos se encontraron con algunas nuevas reglas y reformas durante las elecciones generales de 2011. Los cambios buscaron ajustar las regulaciones electorales turcas a los estándares europeos.La edad para la elegibilidad parlamentaria se redujo de 30 a 25.
- La edad para ser elegido diputado se redujo de 30 a 25.
- Las urnas de madera fueron reemplazadas por nuevas urnas hechas de plástico que es transparentes y resistentes al calor.
- Las cabinas de votación se actualizaron a un modelo más fuerte, seguro y portátil.
- Los sobres de votación se hicieron más grandes y tenían diferentes colores para cada asunto sobre el que se votaba.
- La campaña ahora estaba permitida hasta dos horas después de la puesta del sol. Según la ley anterior, la campaña después de la puesta del sol estaba prohibida.
- Los ciudadanos podían votar sin identificación oficial, siempre que pudieran proporcionar su número de identidad.
- Cualquiera que impida que alguien emitiera su voto recibiría de tres a cinco años de prisión.

Los votantes turcos que viven en el extranjero tendrán que esperar a la elección para poder emitir su votos en los países en los que residen debido a la imposibilidad de instituir el voto electrónico. Por lo tanto, los votantes turcos en el extranjero deben emitir su voto en las embajadas.

### Regiones
El número de parlamentarios por provincia se redistribuyó según los datos de población más recientes. El número de diputados en el Parlamento para Estambul se incrementó en 15, para Ankara para tres e Izmir para dos; Antalya, Diyarbakır, Van y Şırnak recibieron cada uno un escaño más en el Parlamento. Las dos regiones de Ankara produjeron 15 y 16 diputados. Estambul, compuesta por tres regiones, eligió 30, 27 y 28 diputados. Esmirna, con dos regiones, eligió 13 diputados de ambas regiones.

## Campaña

### Partido de la Justicia y el Desarrollo
La gran cantidad de solicitudes dio al gobernante Partido de la Justicia y el Desarrollo (AKP) casi 15 millones de liras turcas en ingresos antes de las elecciones generales del 12 de junio. El AKP, que tenía la mayor cantidad de mujeres diputadas en el Parlamento saliente, planeaba ampliar ese número para el nuevo mandato. Su objetivo era que todas las provincias con cuatro o cinco diputados tuvieran al menos una candidata diputada durante las elecciones. El total de 5.599 solicitudes al AKP incluyó las de 855 candidatas y 315 candidatas con discapacidad. Cada solicitante masculino pagó una tarifa de 3.000 liras, mientras que las mujeres pagaron la mitad de esa suma y las personas con discapacidad no cobraron sus honorarios. Las aplicaciones trajeron un total de 14.85 millones de liras al partido. Sin embargo, estos ingresos no permanecerán en la cuenta bancaria del AKP después de las elecciones, dijo el líder del partido, Erdoğan, explicando que los candidatos que no llegaron a la lista del partido recibirán su dinero.
Las figuras clave que solicitaron ser candidatas del AKP fueron el embajador Volkan Bozkır, el jefe de la Secretaría General de Turquía para la Unión Europea y el exgobernador de Estambul Muammer Güler.
El 12 de abril de 2011 fue el último plazo para que los partidos políticos presenten su lista de diputados candidatos a la Junta Electoral Superior para las elecciones generales. El primer ministro Erdoğan destituyó a la mitad de los diputados parlamentarios de su partido para esta elección, con el objetivo de renovar al partido mientras buscaba un tercer mandato en el poder. Erdoğan nominó a solo 146 diputados de los 333 escaños para la reelección. De los 550 candidatos del AKP, 514 tenían títulos universitarios. También hubo 11 personas con discapacidad en la lista. Las figuras más importantes del partido mantuvieron sus posiciones con muchos ministros movidos a las regiones costeras donde el partido atrajo previamente menos votos.

### Partido Republicano del Pueblo
Las elecciones generales de 2011 fueron las primeras elecciones generales en las que Kemal Kılıçdaroğlu participó como líder del Partido Republicano del Pueblo (CHP). El exlíder de CHP Deniz Baykal renunció a su puesto en mayo de 2010 y dejó al CHP con el 26% de los votos, según las encuestas de opinión. Kılıçdaroğlu anunció que renunciaría a su puesto si no tenía éxito en las elecciones de 2011. No proporcionó detalles sobre cuáles eran sus criterios de éxito. Más de 3.500 personas solicitaron postularse para el principal partido de la oposición en las elecciones de junio. Los candidatos masculinos pagaron 3.000 liras turcas para presentar una solicitud; las candidatas pagaron 2.000, mientras que las personas con discapacidad pagaron 500 liras.
El partido celebró elecciones primarias en 29 provincias. Haciendo una clara ruptura con el pasado, Kemal Kılıçdaroğlu dejó su marca en la lista de 435 candidatos del Partido Republicano del Pueblo, dejando fuera a 78 diputados actuales mientras buscaba redefinir y reposicionar como la oposición principal. La lista de candidatos de la CHP también incluía a 11 políticos que anteriormente formaban parte de partidos de centroderecha, como el Partido de la Patria, el Partido del Buen Camino y el Partido Turquía. Los votantes de centro derecha se inclinaron hacia el AKP cuando estos otros partidos virtualmente colapsaron después de las elecciones de 2002. Las figuras clave del partido que no llegaron a la lista criticaron a la CHP por hacer "un cambio de eje".

## Resultados
|  | 49.83 % |

|  | 25.98 % |

|  | 13.01 % |

|  | 6.57 % |

|  | 4.61 % |

|  | 98.16 % |

|  | 1.84 % |

|  | 100.00 % |

|  | 83.16 % |